# Rubus albionis
Rubus albionis är en rosväxtart som beskrevs av William Charles Richard Watson. Rubus albionis ingår i släktet rubusar, och familjen rosväxter. Inga underarter finns listade i Catalogue of Life.